# Conocephalus willemsei
Conocephalus willemsei är en insektsart som beskrevs av Linda M. Pitkin 1980. Conocephalus willemsei ingår i släktet Conocephalus och familjen vårtbitare. Inga underarter finns listade i Catalogue of Life.